# Dolina Wolicy
Dolina Wolicy este o arie protejată (sit de importanță comunitară — SCI) din Polonia întinsă pe o suprafață de 938,28 ha, integral pe uscat.

## Localizare
Centrul sitului Dolina Wolicy este situat la coordonatele 50°50′37″N 23°22′57″E / 50.8437°N 23.3824°E.

## Înființare
Situl Dolina Wolicy a fost declarat sit de importanță comunitară în octombrie 2009 pentru a proteja 1 specie de plante și 3 specii de animale.

## Biodiversitate
Situată în ecoregiunea continentală, aria protejată conține 6 habitate naturale: Lacuri eutrofice naturale cu vegetație de tip Magnopotamion sau Hydrocharition, Tufărișuri subcontinentale peripanonice, Pajiști cu Molinia pe soluri calcaroase, turboase sau argilos-nămoloase (Molinion caeruleae), Fânețe de joasă altitudine (Alopecurus pratensis, Sanguisorba officinalis), Mlaștini alcaline, Păduri aluvionare cu Alnus glutinosa și Fraxinus excelsior (Alno-Padion, Alnion incanae, Salicion albae).
La baza desemnării sitului se află mai multe specii protejate:
- plante (1): Angelica palustris
- mamifere (1): castor (Castor fiber)
- nevertebrate (1): fluturele purpuriu (Lycaena dispar)
- pești (1): boarță (Rhodeus amarus)